# Цифровий маркетинг
Цифровий маркетинг (англ. digital marketing) — загальний термін, який використовують для позначення цільового і інтерактивного маркетингу товарів і послуг, що використовує цифрові технології та канали для залучення потенційних клієнтів і утримання їх як споживачів.
Головними завданнями цифрового маркетингу є просування бренду і збільшення збуту за допомогою різних методик. Цифровий маркетинг включає в себе великий вибір маркетингових тактик з просування товарів, послуг і брендів. Крім мобільних технологій, традиційних телебачення і радіо методи цифрового маркетингу використовують інтернет як основний комунікаційний посередник.
Фахівець, який у своїй роботі використовує цифрові канали комунікації для маркетингових задач називається «діджитал-маретолог» 

## Інструменти
Існує низка методів, які застосовують в цифровому маркетинг, серед них:
- пошукова оптимізація (SEO),
- пошуковий маркетинг (SEM),
- маркетинг в соціальних мережах (SMM),
- контент-маркетинг,
- маркетинг впливу (influencer marketing),
- імейл-маркетинг,
- контекстна реклама,
- реклама в інтернеті
- маркетинг в електронній комерції, тощо.

Також використовуються канали, не пов'язані безпосередньо з інтернетом: мобільні телефони (SMS і MMS), зворотний дзвінок, мелодії утримання дзвінка. Фундаментальна концепція цифрового маркетингу полягає в клієнтоорієнтованому підході.
До найпопулярніших форм цифрових каналів відносять пошукове просування, контекстну й медійну рекламу, можливості просування в соціальних медіа та блогах, розроблення мобільних додатків для смартфонів, планшетів та інших носіїв, вірусну рекламу.

## Основні канали
Цифровий маркетинг використовує п'ять цифрових каналів:
- мережу Інтернет і пристрої, що надають доступ до неї (комп'ютери, ноутбуки, планшети, смартфони та ін.);
- мобільні пристрої;
- локальні мережі (Екстранет, Інтранет);
- цифрове телебачення;
- інтерактивні екрани, POS-термінали.

## Основні переваги
Переваги цифрового маркетингу:
- інтерактивність — активне залучення споживача у взаємодію з брендом;
- відсутність територіальних обмежень під час реалізації маркетингових ідей;
- легкість доступу до ресурсу (web-і wap-ресурси);
- значне поширення Інтернету і мобільного зв'язку забезпечує активне залучення цільової аудиторії;
- можливість оперативної оцінки заходів кампанії та управління подіями в системі реального часу,
- можливість персоналізувати комунікацію з користувачем використовуючи таргетування та динамічну рекламу;
- значно ширші, ніж в традиційному маркетингу, інструменти вимірювання ефективності й впливу реклмних кампаній.[4]

## Форми
Цифровий маркетинг поділяється на:
- pull-форму (витягування): споживач самостійно вибирає потрібну йому інформацію (контент) і сам звертається до бренду. У цьому разі аудиторія користується тим, що їй запропоновано;
- push-форму (проштовхування): споживач незалежно від свого бажання отримує інформацію (sms-розсилка, спам тощо).

## Завдання
Цифровий маркетинг, залежно від мети, вирішує такі завдання:
- підтримка іміджу бренда;
- генерація попиту;
- підтримка виведення нового бренда/продукту на ринок;
- підвищення впізнаваності бренда;
- стимулювання брендових продажів товарів/послуг.

## Тактика застосування
Тактика застосування маркетингу включає:
- «Людиноцентричний» маркетинг — концепція маркетингу, за якою підхід до клієнтів здійснюється як до людей загалом, які мають розум, почуття та дух;
- Контент-маркетинг;
- Омніканальний маркетинг — використання можливостей різних каналів;
- Маркетинг залучення — використання можливостей мобільних додатків, соціального CRM, гейміфікації для залучення клієнтів до пропаганди бренду.